# Closterus flabellicornis
Closterus flabellicornis là một loài bọ cánh cứng trong họ Cerambycidae.